# ريم أحمد
ريم أحمد (23 يناير 1989 -)؛ ممثلة مصرية.

## عنها
اشتهرت وهي صغيرة من خلال تقديم شخصية هدى البنت الصغرى لونيس في مسلسل يوميات ونيس، وظهر تميز ريم من خلال هذا الدور رغم سنها الصغير خاصة في الجزء الأول الذي تم تصويره عام 1994 حين كانت تبلغ من العمر 4 سنوات.
حصلت ريم على بكالوريوس المعهد العالي للفنون المسرحية 2011/2012.

## أعمالها
| المسلسل                  | الدور                    | مشاركة                                            | إخراج                     |
| ------------------------ | ------------------------ | ------------------------------------------------- | ------------------------- |
| عفواً أيتها الأم          |                          | كريمة مختار، ناصر سيف، مي عبد النبي               | هاني إسماعيل              |
| يوميات ونيس              | هدى                      | محمد صبحي، سعاد نصر، جميل راتب                    | محمد صبحي، أحمد بدر الدين |
| حمزة و بناته الخمسة      | سوسن                     | يوسف شعبان، نشوى مصطفى                            | محمد فاضل (مخرج)          |
| أدهم و زينات و ثلاث بنات | ايات                     | فاروق الفيشاوي، فردوس عبد الحميد                  | محمد فاضل (مخرج)          |
| ربيع الغضب               | لمياء                    | عزت العلايلي، فردوس عبد الحميد، سهر الصايغ        | محمد فاضل (مخرج)          |
| الخروج                   | منى                      | شريف سلامة                                        | محمد جمال العدل           |
| زووو                     | نبيلة                    | بشرى، لطفي لبيب                                   | أندريا زكريا              |
| إلا أنا                  | إيمان (حكاية طعم الدنيا) | إيمان العاصي                                      | أحمد يسري                 |
| مزاد الشر                | صابرين                   | هالة فاخر، كمال أبو رية                           | ممدوح زكي                 |
| فيلا 101                 |                          | وفاء قمر، منة عرفة، أحمد عبد الله محمود، طه خليفة | ممدوح زكي                 |
| توحة                     |                          | علا غانم، دينا فؤاد، حجاج عبد العظيم، إيهاب فهمي  | محمد النقلي               |

| المسرحيات   | الدور               | بطولة                                | إخراج           |
| ----------- | ------------------- | ------------------------------------ | --------------- |
| ماما أمريكا | الإبنة الصغرى لعايش | محمد صبحي، هناء الشوربجي، شعبان حسين | محمد صبحي       |
| عائلة ونيس  | هدى                 | محمد صبحي، سعاد نصر، جميل راتب       | أحمد بدر الدين  |
| كوكب ميكي   | نشوى                | سوسن بدر، شعبان حسين                 | ناصر عبد المنعم |
| خيبتنا      |                     | محمد صبحي                            | محمد صبحي       |
| علاء الدين  |                     | طه خليفة                             | إيهاب ناصر      |

## زواجها
متزوجة من الفنان/ طه خليفة.

## في الإعلام
كما شاركت في تقديم برنامج ست الحسن مع الاعلامية/ شريهان أبو الحسن.

## وصلات خارجية
- ريم أحمد على موقع IMDb (الإنجليزية)
- ريم أحمد على موقع الدهليز
- ريم أحمد على موقع قاعدة بيانات الأفلام العربية
- ريم أحمد على موقع قاعدة بيانات الفيلم (الإنجليزية)
- لقاء مع ريم أحمد على يوتيوب